# 田村由香里
田村由香里（日语：／ Tamura Yukari，1976年2月27日—）是一位日本女性聲優、歌手，隸屬於Amuleto（聲優合約）及Cana aria（歌手合約）。出生於福岡縣福岡市。身高157公分，血型為A型。本名為日文讀音相同的，成名後名字改用平假名表記的。台灣金牌大風公佈中文譯名為「田村由加莉」。

## 人物介紹
- 既是偶像歌手，亦是實力派聲優。
- 以擁有可愛的蘿莉聲線和高強的配音技術而成名，蘿莉、御姊、活潑、天真爛漫、冷靜、冷酷、熱血系角色、敵人角色等等各種聲線均能應付自如。
- 在演出《極上生徒會》的時候，同時為兩個角色（蘭堂梨乃和她的腹語布偶小噗）配音，不需分開錄音。
- 為《勇者王》系列唯一的女性勇者機器人（《勇者王GaoGaiGa FINAL》的光龍・闇龍・天龍神）配音。
- 可為少年角色配音，但角色量遠低於女性角色。
- 家中有父母跟一名弟弟，表兄服卷浩司同是配音員[2]。
- 因畢業於商科高中[3]而擁有縣商珠算檢定2級、全商簿記檢定2級、全商商業經濟檢定3級、全商情報處理檢定2級、日本損害保險普通資格等資格證明。
- 日常對話以名字由香里為自稱，接受訪問時會以我為自稱，主持電台節目和出席活動時則使用我為自稱。
- 暱稱則有很多種稱呼方式。一般是使用尤卡林或「由香里公主」[4]，而部分友好聲優會使用其他稱呼方式：如高橋智秋、淺川悠會使用「由香里」，水樹奈奈、小清水亞美、廣橋涼會使用「由香里小姐」，堀江由衣使用「尤卡里坦」，澤城美雪使用「公主」[5]，喜多村英梨則使用「田村由香里公主」[6]。
- 因為當過電台節目助理和出身自電台節目「SOMETHING DREAMS Multimedia Countdown」，獲評為適合當電台節目主持人[7]。
- 非常怕生。植田佳奈找她打麻將的時候，曾因為害怕有不認識的人而不出席[8]。
- 喜歡聽菅止戈男和松田聖子的歌曲。另外也喜歡Dom Dom漢堡。
- 擅長是打蝴蝶結、畫貓和做甜點。不擅長做菜，所以不喜歡自己做飯。
- 對時尚、電腦（特別是麥金塔電腦）和網路知識非常瞭解，但對於流行的事物、新聞則不太熟悉。
- 喜愛羅莉塔風格（Lolita Fashion）的服飾。

- 30歲生日前，在自己的廣播節目中一開始提到獲得自稱永遠十七歲的井上喜久子所創立的「17歲教」的加入許可[9]。其後談及年齡時均自稱「17歲」，但有時候也會提到自己的真實年齡[10]。

- 2015年3月16日她在网站公开发表可能不会再演出[11]。

- 2016年2月10日我是国王兩者名義公佈「田村由香里的顽皮黑兔游行于3月結束」「FC管理公司變更」[12]
- 曾表示過自己認為最相近的角色為農林中的木下林檎。

## 歌手活動
- 2001年4月成立歌迷會「Mellow Pretty」，每年均會舉辦歌迷會聚會活動。同年5月推出首張個人單曲「summer melody」。
- 銷量最高的單曲跟專輯分別是「童話迷宮」[13]和「Sincerely Dears...」[14]。而Oricon排名最高的單曲跟專輯分別是「Endless Story」和「向日葵花冠」。
- 2008年3月28日在日本武道館舉行個人演唱會[15]，成為第三位在該場地舉辦個人演唱會的女性聲優。（首兩位分別為椎名碧流和水樹奈奈）
- 2008年8月30日首次參與動畫歌曲最大規模的演唱會Animelo Summer Live 2008，並首次在埼玉超級體育場演出。

## 經歷
小時因為偶像松田聖子和動畫而憧憬成為偶像。至於想成為聲優，則是受小四朗讀語文課本時被稱讚所影響。
中學時期主要參與合唱團和戲劇部。高中則於一家商科高中就讀，參與戲劇部和漫畫研究部。當時戲劇部的前輩稱她為「約瑟芬」。期間曾參與歷時一年半的偶像培訓班。
高中畢業後，進入代代木動畫學院福岡分校開始半工讀的生活。當時田村日間在辦公室工作，晚上則在KBC廣播的深夜節目「中島浩二的三人時間」擔任助理。但其後因為修畢全部課程後也無法找到演出的機會，故辭去工作到東京入讀日本播音演技研究所。畢業（第11屆）後進入ARTSVISION開始聲優生涯。
1996年成為文化放送廣播節目「SOMETHING DREAMS Multimedia Countdown」內所提案的「美夢成真俱樂部」成員。1999年與日本播音演技研究所同屆畢業的堀江由衣組成聲優團體大和撫子。
2007年1月1日離開ARTSVISION經紀公司，轉到ARTSVISION旗下的I'm Enterprise經紀公司。2007年4月1日起將唱片合約從Konami轉到King Records，但唱片製作一直都是由King Records MM製作部負責。

## 交友關係
- 在日本播音演技研究所就讀期間就已經與同屆的堀江由衣非常友好。合組的團體解散後兩人亦在多部作品（Kanon、初音島系列、暮蟬悲鳴時系列等）中合作。當提到合組團體的事，田村表示是「最快樂的時候」[18]。而在兩人其中一部合作的作品《女生愛女生》的特別節目中，以親密朋友來介紹堀江[19]。
- 因演出《魔法少女奈葉》系列作品而與聲優水樹奈奈非常友好，另外田村在擔任活動主持曾公開表示「最喜歡奈奈！」，也常在活動和電台節目中提到她。
- 因和同事務所的植田佳奈、齋藤千和、桑谷夏子一起玩魔物獵人而關係良好，常常互相幫助升級[20]。
- 與中原麻衣有著互相仰慕的關係[21]。
- 因演出《銀河天使》系列作品而認識新谷良子。同時因為田村很疼愛新谷，所以兩人非常友好。此外也與野川櫻關係良好。
- 因為淺野真澄的性格而有著捉弄她的癖好。
- 曾在日記中表示感謝早期擔任電台節目助理時受中島浩二的關照，並希望能以「歌手」的身份出席中島的電台節目[22]。

## 演出作品
※粗體字表示說明飾演的主要角色。

### 電視動畫
1997年
- 吸血姬美夕
- 新天地無用（吉永）
- 大運動會（凡妮莎、其他）

1998年
- 帕尼波尼（拉科）
- 一起生活（齊藤光）
- 名偵探柯南（青島美菜（1998年121話、122話）、紺野由香（2005年第414話））
- 哆啦A夢（朝日電視台版第1期）（小百合）

1999年
- 地球防衛企業死侍（谷川風花）
- 星方天使（彌生、萨里、背风处）
- 布吉豆荚不要笑（木下京子）
- 蠟筆小新（久美灿、天使姬野、山田瑪麗亞、惠子、詛咒娃娃傑克）
- SURF SIDE HIGH-SCHOOL（網濱美帆）

2000年
- 銀裝騎攻奥甸（李美）
- 真・女神轉生借记基（小猫马田）
- 英雄（金葱、那个妈妈、免费）
- 風雲爆彈娘（天野露）
- 無敵王尝试择农（京鞍馬）
- 週刊故事島（「傳送遙控器」（女高中生A））

2001年
- 銀河天使（蘭花·法蘭波瓦茲）
- 魂狩（櫻井明日香）
- 超能奇兵（由詫加奈美）
- 哈雷小子（好评如潮）
- 新白雪姬傳說（高斗彌生）

2002年
- （森野苺）
- 驚爆危機（AI、總統千金）
- Kanon（東映動畫版）（川澄舞）
- 迷糊天使（美紗）
- 盜賊王JING（蘿賽）
- 銀河天使＜第2期＞、＜第3期＞（蘭花·法蘭波瓦茲）
- 火影忍者（天天）
- G-on少女騎士團（零）

2003年
- R.O.D -THE TV-（西園棗、西園春日）
- 初音島（芳乃櫻）
- 神魂合體（艾莉絲·華蓮塔茵）
- （森野苺）

2004年
- 親愛一族（妮亞）
- 美鳥日記（月島栞）
- 詩片（宗方未知留）
- 銀河天使＜第4期＞（蘭花·法蘭波瓦茲）
- 不平衡抽籤（朝霧小牧）
- 愛情泡泡糖（守屋美紀）
- 忘却的旋律（可可·尼娜南娜）
- 舞-HiME（杉浦碧）
- 魔法少女奈葉（高町奈葉）
- 神魂合體 SECOND SEASON（艾莉絲·華蓮塔茵）

2005年
- AIR（小滿）
- 極上生徒會（蘭堂梨乃、小噗）
- 灼眼的夏娜（蒂麗亞（愛染他））
- Jinki:Extend（黄坂路易）
- 曙光少女（瑟莉卡·彌生）
- 初音島第二季（芳乃櫻）
- 驚爆危機The Second Raid（克魯茲〈所搭乘的AS〉之AI）
- 舞-乙HiME（碧）
- 魔法少女奈葉A's（高町奈葉）
- 勇者王 FINAL GGG（光龍／闇龍／天龍神（使用OVA版錄音））

2006年
- Kanon（京都動畫版）（川澄舞）
- 女生愛女生（來栖泊）
- 暮蟬悲鳴時（古手梨花）
- 童話槍手小紅帽（小紅帽）
- 櫻蘭高校男公關部（伊克萊·托內魯）
- 銀河天使II（蘭花·法蘭波瓦茲）

2007年
- 心跳回憶Only Love（東野由香里）
- 偶像大師 XENOGLOSSIA（水瀨伊織）
- 魔法少女奈葉StrikerS（高町奈葉）
- 解（古手梨花）
- 英雄時代（提璐·歐茲·梅西里）
- 銀魂（花野咲主播，45、64話登場）
- 萌單（虹原茵可/閃亮茵可）
- 蟲之歌（堀崎梓/蟬蟬）
- Myself;Yourself（若月朱里）
- Sugar Bunnies（桃兔&花兔／夏綠蒂）
- 初音島II（芳乃櫻）
- Sketchbook ～full color's～（栗原渚）
- 火影忍者疾風傳（天天）
- 灼眼的夏娜II（蒂麗亞（愛染他））

2008年
- CLANNAD（春原芽衣）
- CLANNAD ～AFTER STORY～（春原芽衣）
- 黑執事（伊莉莎白·米多福特）
- 隱之王（森羅萬象）
- 幻影少年（露露）
- Sugar Bunnies 巧克力！（桃兔&花兔／夏綠蒂）

2009年
- 明日的與一!（斑鳩千草）
- 黑神（愛克塞爾）
- 穿越宇宙的少女（獅子堂風音）
- Sugar Bunnies 花香（桃兔&花兔／夏綠蒂）
- 海貓悲鳴時（貝倫卡絲泰露）
- 肯普法（切腹黑兔）
- 科學超電磁砲（重福省帆）
- 戰鬥司書系列（伊蕾伊雅＝凱蒂（年輕時））
- 戀愛班長（桃里麻鈴）

2010年
- 刀语（咎）
- B型H系（山田）
- 嬌蠻貓娘大橫行（竹馬園 夏帆）
- 我的妹妹哪有這麼可愛！（來栖加奈子、星野克拉拉）
- 黑执事2（伊莉莎白·米多福特）
- 偵探歌劇 少女福爾摩斯（遠山咲）

2011年
- IS〈Infinite Stratos〉（篠之之束）
- 命運石之門（阿萬音鈴羽）
- 肯普法für die Liebe（切腹黑兔）
- 亞斯塔蘿黛的後宮玩具（塔原明日葉／亞斯荷麗特）
- X-MEN（市來久子）
- 快盜天使雙胞胎（水無月遙）
- 便·當（澤桔梗）
- C³ -魔幻三次方-（菲雅）
- 偵探歌劇 少女福爾摩斯Summer Special（遠山咲）
- 世界一初戀2（小日向杏）

2012年
- 在盛夏等待（山乃檸檬）
- 偵探歌劇 少女福爾摩斯 第二幕（遠山咲）
- AKB0048（第03型 渡邊麻友）
- 火影忍者 SD 李洛克的青春全力忍傳（天天）
- 境界線上的地平線II（伊莉莎白）

2013年
- 我女友與青梅竹馬的慘烈修羅場（夏川真涼）
- AKB0048 Next Stage（第03型 渡邊麻友）
- 斷裁分離的罪惡之剪（薇奧雷特·維琪卿）
- 我的妹妹哪有這麼可愛。（來栖加奈子、星野克拉拉）
- 人魚又上鉤（室見）
- Aiura（若月美鈴）
- 變態王子與不笑貓（筒隱筑紫）
- 黃金拼圖（大宮勇）
- 两人是少女福尔摩斯（遠山咲）
- IS〈Infinite Stratos〉2（篠之之束）
- 飆速宅男（姬野湖鳥）
- 武士弗拉明戈（桃井櫻）
- KILL la KILL（針目縫）

2014年
- 咲-Saki- 全國篇（瑞原早里）
- T宝的悲惨日常 夢幻編（通知欄T寶）
- 農林（木下林檎）
- 如果折斷她的旗（聖帝小路美森）
- NO GAME NO LIFE 遊戲人生（吉普莉爾）
- 風雲維新大將軍（千春）
- 斬！赤紅之瞳（瑪茵）
- 黑執事 Book of Circus（伊莉莎白·米多福特）
- 三坪房間的侵略者！？（可拉莉歐薩·達歐拉·佛德賽）
- 哆啦A夢（朝日電視台版第2期）（拉碧絲·絲比內爾[23]）
- 關於完全聽不懂老公在說什麼的事情（薰）
- CROSSANGE 天使與龍的輪舞（希爾達）
- 電波少女與錢仙大人（旁白）
- SHIROBAKO（相馬）
- 我，要成為雙馬尾（巨神·海王星·MKII）
- （時谷小瑠璃）

2015年
- 絕對雙刃（月見璃兔）
- 關於完全聽不懂老公在說什麼的事情 第2期（薰）
- 魔法少女奈葉ViVid（高町奈葉）
- 你好！！黃金拼圖（大宮勇）
- T宝的悲惨日常 夢幻編（美国新闻）
- 那就是聲優！（田村由香里）
- 學戰都市Asterisk（瓦爾蕾特·溫伯格）

2016年
- Schwarzesmarken（貝拉特麗克絲·布萊梅）
- Re:從零開始的異世界生活（普莉希拉·跋利耶爾）
- 少年女僕（小宮千代）
- 在下坂本，有何貴幹？（佳奈）
- 聖潔天使（彩城天音）
- Active Raid－機動強襲室第八課－ 2nd（愛蜜莉亞·愛德曼）
- 齊木楠雄的災難（夢原知予）
- 超心動！文藝復興（愛咲櫻）

2017年
- 清戀（鬼型雅美）
- 偶像事變（白神沙希）
- 飆速宅男 NEW GENERATION（姬野湖鳥）
- 碧藍幻想 The Animation（伊歐）
- 愛麗絲與藏六（帥氣的大姐姐）
- 戀愛暴君（马夫罗）
- 快盜天使BREAK（水無月遙）
- 騎士&魔法（埃莉諾·米蘭妲·克沙佩加）
- 異世界食堂（維多麗亞）
- 便利商店情人（木崎和架）
- 人馬小姐不迷茫（惠理）
- 咕嚕咕嚕魔法陣（蜜兒公主）
- 血界戰線 & BEYOND（米拉・高登）
- 卡片戰鬥!! 先導者G Z（格蕾德拉）[24]

2018年
- OVERLORD II（安緹萊涅・赫蘭・芙什）
- 齊木楠雄的災難 第2期（夢原知予）
- HUG！光之美少女（露露·艾莫爾／愛神天使）
- 魔法少女 我（玉川未散）
- LOST SONG（菲妮絲[25]）
- 平交道時間（雪子、雪子的女兒）
- 最終休止符 -無止境的螺旋物語-（巧可、古手梨花）
- 命運石之門0（阿萬音鈴羽、阿萬音由季）
- 驚爆危機！Invisible Victory（由香里）
- ISLAND（御原凜音、凜音·奧哈拉）
- BORUTO-火影新世代-NARUTO NEXT GENERATIONS-（天天）

2019年
- 粉彩回憶（人偶A）
- revisions（姆丘·石動[26]）
- 忍者亂太郎的宇宙大冒険 with CosmicFront☆NEXT 到宇宙的盡頭尋找寶藏！之段（優妮姬[27]）
- 滿月之戰（土御門四翠）
- 籃球少年王（優）
- 喜歡本大爺的竟然就妳一個？（如月桂樹）
- 少女前線 人形小劇場 -治癒篇-（M4 SOPMOD II[28]、M4 SOPMOD II jr）

2020年
- 成群結伴！西頓學園（肌野美紀）
- 少女前線 人形小劇場 -狂亂篇-（M4 SOPMOD II）
- 八十龜觀察日記 第2冊（福岡女子）
- 女武神的餐桌（德麗莎·阿波卡利斯）
- 弩級戰隊HXEROS（警戒蟲）
- 業（古手梨花）
- 小碧藍幻想!（伊歐）
- 攀岩！-Sport Climbing Girls-（來栖安妮）

2021年
- 裝甲娘戰機（涅特）
- 工作細胞!!（日和見菌1）
- Re:從零開始的異世界生活 2nd season（普莉希拉·跋利耶爾）
- 八十龜觀察日記 第3冊（難橋豐音）
- 持續狩獵史萊姆三百年，不知不覺就練到LV MAX（佩克菈）
- 佐賀偶像是傳奇 捲土重來（藤子）
- 七騎士 革命 -英雄的繼承者-（瓦妮莎）
- 卒（古手梨花）
- 女武神的餐桌II（德麗莎·阿波卡利斯）
- 死神少爺與黑女僕（謎樣少女）
- 急戰5秒殊死鬥（戀華）
- 我立於百萬生命之上（愛麗絲）
- 勇者鬥惡龍 達伊的大冒險（亞比娜斯）
- 異世界食堂2（維多麗亞）
- 世界頂尖的暗殺者轉生為異世界貴族（女神）
- 鍵等（川澄舞、春原芽衣、小滿）

2022年
- 少女前線（M4 SOPMOD II）
- 怪人開發部的黑井津小姐（式島怜央／奇蹟薔薇[29]）
- 小鳥之翼（姬川瑞穗[30]）
- 愛在征服世界後（究極怪人）
- 點滿農民相關技能後，不知為何就變強了。（伊薾碧[31]）

2023年
- 突然降臨的埃及神2（薩塔[32]）
- 百合是我的工作！（御子柴舞[33]）
- 小鳥之翼 第2期（姬川瑞穗）
- 我內心的糟糕念頭（市川香菜[34]）
- 第二次被異世界召喚（黑狗[35]）
- 吉伊卡哇（石頭剪刀布擬態型）
- 黑暗集會（三崎安奈）

2024年
- 我內心的糟糕念頭 第2期（市川香菜[36]）
- 極速星舞（ami[37]）
- 從Lv2開始開外掛的前勇者候補過著悠哉異世界生活（烏莉米奈絲[38]）
- 黑執事 寄宿學校篇（伊莉莎白·米多福特）
- 異世界自殺突擊隊（？？？／巫妖[39]）
- Re:從零開始的異世界生活 3rd season（普莉希拉·跋利耶爾[40]）
- 被隊伍驅逐的治癒師，其實是最強的（拉瑪[41]）
- 噗妮露是可愛史萊姆（西山華音）

2025年
- 持續狩獵史萊姆三百年，不知不覺就練到LV MAX ～其二～（佩克菈[42]）
- 銀河特快車 Milky☆Subway（水無瀬ミナミ[43]）
- 地球拉泰爾（拉泰爾[44]）

### OVA
1997年
- 大運動會（職員）

1999年
- 機動戰士GUNDAM第08MS小隊（女子）

2000年
- 炎之迷宮（霞）
- 勇者王FINAL Final.01、02、03、04（光龍／闇龍／天龍神）

2001年
- Memories Off（音羽香[45]）
  - 第1彈 不會完結的雨〜唯笑篇〜
  - 第2彈 假面之心〜詩音篇〜
  - 第3彈 黃金之海〜美奈萌篇〜

2002年
- Kanon（川澄舞）※DVD全卷購入特典
- 超能奇兵 Fan Disk（由詫加奈美）
- 魔法護士小麥（櫻井明日香）

2004年
- Interlude（玉城麻衣子）
- 柯塞特的肖像（西本香織）
- 低俗靈白日夢（椚眼）

2005年
- 我永遠的聖誕老人（小小舞）
- 童話槍手小紅帽（小紅帽）

2006年
- Kanon PRELUDE（川澄舞）
- 舞-乙HiME Zwei（碧）

2008年
- 問答魔法學院（克拉拉）
- 快盜天使雙胞胎上卷、下卷（水無月遙）
- 舞-乙HiME 0～S.ifr～（碧）

2009年
- 禮（古手梨花／古手櫻花）
- D.C.if（芳乃櫻，2009年）

2011年
- 亞斯塔蘿黛的後宮玩具EX（塔原明日葉）
- 煌（古手梨花）
- 架向星空之橋（團優歌）

2013年
- 人魚又上鉤（室見）※漫畫第9集附DVD特裝版

2015年
- 黑執事 Book of Murder（伊莉莎白·米多福特）

### 動畫電影
1997年
- 劇場版 天地無用! 真夏的前夕

1998年
- 多啦A夢七小子的蟲蟲大作戰（机器人贾高）

1999年
- 蠟筆小新：爆發！溫泉激烈大決戰（指宿）

2009年
- 火影忍者疾風傳劇場版：火意志的繼承者（天天）

2010年
- 魔法少女奈葉 The MOVIE 1st（高町奈葉）

2011年
- 火影忍者劇場版：血獄（天天）
- 超能奇兵 進化前篇TAO（由詫加奈美）

2012年
- 火影忍者劇場版：忍者之路（天天）
- 超能奇兵 進化後篇QUAN（由詫加奈美）
- 魔法少女奈葉 The MOVIE 2nd A's（高町奈葉）

2013年
- 命運石之門 負荷領域的既視感（阿萬音鈴羽[46]）
- 甜甜圈貓（甜甜圈貓[47]）

2015年
- BORUTO -NARUTO THE MOVIE-（天天）

2016年
- 黃金拼圖 Pretty Days（大宮勇）
- 偵探歌劇 少女福爾摩斯 逆襲的福爾摩斯 劇場版（遠山咲[48]）

2017年
- 蠟筆小新：宇宙人Pi力來襲！！（指宿）
- 魔法少女奈葉Reflection（高町奈葉、修缇露）
- 剧场版 黑執事 Book of the Atlantic（伊莉莎白·米多福特）
- NO GAME NO LIFE 遊戲人生 ZERO（吉普莉爾）

2018年
- 魔法少女奈葉Detonation（高町奈葉、修缇露）
- HUG！光之美少女♡光之美少女 All Stars Memories（露露·艾莫爾／愛神天使）

2019年
- 光之美少女 Miracle Universe（露露·艾莫爾／愛神天使[49]）

2020年
- 光之美少女 Miracle Leap 與大家不可思議的一天（露露·艾莫爾／愛神天使[50]）

2021年
- 黃金拼圖 Thank you!!（大宮勇）

2024年
- 機動戰士GUNDAM SEED FREEDOM（アウラ・マハ・ハイバル[51]）
- PUI PUI 天竺鼠車車 電影版 MOLMAX（大魔法天使もるみ[52]）

### 網路動畫
2001年
- 變種危機（愛）

2019年
- 齊木楠雄的災難 再啟動篇（夢原知予[53]）[注 1]

2021年
- 幼女社長（馴染的母親）
- 突然降臨的埃及神（薩塔）
- 銀魂 THE SEMI-FINAL（花野主播）
- 少女前線 人形小劇場 -治癒篇2-（M4 SOPMOD II）

2024年
- Fate/Grand Order 搞不懂的藤丸立香 第2期（卑弥呼）

2025年
- 新星GALVERSE（LUCA[54]）

### 遊戲
1997年
- （村云算子）
- 機戰傭兵: Project Phantasma（村云算子）
- 惊人的快门机会（佐藤涼子）

1998年
- Another·Memories（夏綠蒂·麥克韋恩，PS）
- 英雄志願（寧寧）
- 特别的阿伯吉斯（欧罗斯·普罗旺斯）
- 聖少女學園 水晶組（弗羅爾·卡爾）
- 星際鬥劍2（純／艾爾）
- 東京魔人學園劍風帖（遠野杏子）
- 爆走貨車传説〜男一匹夢街道〜（野波亞希）
- 大運動會Alternative（嵐子）
- 美少女夢工廠 魔法石大作戰（烏茲）
- 烹饪战士喜欢烈焰的料理人（孜然）
- 瑪魯王國的人形公主（苗）

1999年
- 機戰傭兵: Master of Area（村云算子）
- L的季節－A piece of memories－（弓倉五月）
- 快刀亂麻 雅（大河內千尋）
- 明亮的闪光（米娜）
- 战国美少女·春风之章（日奈）
- 真愛故事2（君子）
- 純愛手札2（伊集院芽衣）
- 瑪魯王國的人形公主2（苗）
- 秋之回憶（音羽香）
- 小情人跷跷板游戏（伊藤真衣子）

2000年
- RPG Maker 2000範例遊戲「新娘的皇冠」（羅卡）
- Kanon（川澄舞）
- 召喚夜響曲（莉普蕾）
- 彈弓小戰士（卡拉）
- 超級機器人大戰2（光龍／闇龍／天龍神）
- 天使的禮物 瑪魯王國物語（苗）
- 烧伤!公义学園（编辑性格女子）

2001年
- AIR（小滿）
- 天使演唱會（克麗儂·利巴雷）
- 火焰聖母〜The Virgin on Megiddo〜（華龍院巴）
- 純愛手札2 Substories Leaping School Festival（伊集院芽衣）
- 純愛手札2 對戰俄羅斯（伊集院芽衣）
- 玛鲁的拼图（苗）
- 無敵王（宗像梨紅）

2002年
- Only you Liber Cruz（鈴麗蘭）
- 機動新撰組 萌之劍（叶鈴香）
- 銀河天使（蘭花·法蘭波瓦茲）
- Grandia Extreme（玛雅姆）
- Getchu屋★Getchu！（迈克）
- 劍魂II（塔利姆）
- 東京魔人學園外法帖（遠野杏花）
- 光之聖女傳說（巧克力）
- 时机美乃★格楚！（迈克）
- 三角形・再来一次（榊原類）
- 女仆 光之聖女传説（巧克力）

2003年
- Interlude（玉城麻衣子）
- 吸血姬夕維〜千夜抄〜（四谷千沙）
- Only you～Liber Cruz～（鈴麗蘭）
- 銀河天使：月夜情人（蘭花·法蘭波瓦茲）
- 問答魔法學院（克拉拉、艾蜜莉亞老師）
- 樱花～雪月華～（出雲明日香）
- 式神之城II（阿拉拉·巴生）
- 跳舞剑～閃光（我）
- 初音島Plus Situation（芳乃櫻）
- SNOW（日和川旭）
- 跳舞剑〜閃光〜（我）
- 火影忍者-终极英雄（天天）
- 信長之野望Online（女性角色）
- 马尔!!（苗）
- 愛神餐館2（娜美西亞·華姆活特）

2004年
- 天使演唱會Encore（克麗儂‧利巴雷）
- 銀河天使：永恆的情人（蘭花‧法蘭波瓦茲）
- 問答魔法學院2（克拉拉）
- 神魂合体（埃利斯·瓦伦丁）
- 无限带状（佳能）
- 菊花～假名麻雀天保牌娘（玛丽·普佩）
- 火影忍者终极英雄2（天天）
- 幻影勇者（苗）
- 狂暴千年帝国之鷹篇 聖魔戦記之章（伊巴拉拉）
- 親愛一族（妮娅）
- 愛情泡泡糖（守屋美紀）
- Monochrome（桐丘千歲）

2005年
- 天使之谷新传～星历表島綺譚～（索雷尔、星号）
- Galaxy Angel EX（蘭花·法蘭波瓦茲）
- 問答魔法學院3（克拉拉）
- 極上生徒會（蘭堂梨乃、小噗）
- 新世紀勇者大戦・量子跳躍雷赛尔酒吧（江草美里）
- 劍魂III（塔利姆）
- 第3次機器人大戰α 終焉的銀河（光龍、闇龍／天龍神）
- 初音島Four Seasons（芳乃櫻）
- NANA（上原美里）
- 舞-HiME～缘分的系統樹～（杉浦碧）
- Memories Off After Rain Vol.1（音羽香）
- 好运☆星萌钻（宮河日影）
- White Princess the second（櫻乃穂乃華）

2006年
- 銀河天使2：絕對領域之門（蘭花·法蘭波瓦茲）
- 召喚夜響曲4（兰姆酒）
- 灼眼的夏娜（愛染他）
- CLANNAD（春原芽衣）
- 女生愛女生 「第一次的夏物語。」（来栖泊）
- 寒蟬黎明（古手梨花）
- 火影忍者便携式（天天）
- 劍舞者 ～千年之約定～（苔丝）
- 魔界戰記2（罗莎琳德）
- 火爆玫瑰XX（拉姆达）

2007年
- 問答魔法學院4（克拉拉）
- 童話槍手小紅帽（小紅帽）
- Fate/stay night [Realta Nua]（鲁维娅席丽塔・埃德尔费尔德、葵）
- 跳出来!老虎的记录（星神）
- Shining Force EXA （法克林）
- 黎明改（古手梨花）
- 祭（古手梨花／古手櫻花（梨花祖先、羽入之女））
- 銀河天使2：無限迴廊之鍵（蘭花·法蘭波瓦茲）
- （宮河日影）
- Myself ; Yourself（若月朱里）
- Star Ocean 1 First Departure（裴里海）

2008年
- 掃除戰隊Clean Keeper（夏川京子）
- 戀愛少女與守護之盾（綾小路若菜）
- 問答魔法學院5（克拉拉）
- 問答魔法學院DS（克拉拉）
- 劍魂IV（塔利姆）
- 初音島II Plus Situation（芳乃櫻）
- 絆 第一卷・祟（古手梨花）
- 絆 第二卷・想（古手梨花）
- 暮蟬黎明Portable（古手梨花）
- 飄流幻境（科培尔）
- 魔界戰記3（罗莎琳德）（只在下載內容登場）

2009年
- 物品获取器〜我们的科学与魔术之间的关系〜（伊莎贝尔・W・佛罗伦斯）
- 掃除戰隊Clean Keeper H（夏川京子）
- 銀河天使2：永劫回歸之刻（蘭花·法蘭波瓦茲）
- 問答魔法學院6（克拉拉）
- 发光刺客（阿米莉亚）
- Dance×Mixer（角色聲音）
- 火影忍者-终极风暴（天天）
- 絆 第三卷・螺（古手梨花）
- 财富召唤师〜拱门的精霊石〜Deluxe（拱门）
- PRIUS ONLINE（阿尼玛）
- 房总〜恋娘（蒔田步美）
- Myself;Yourself Every finale}}（若月朱里）
- 命運召喚士 亞雀的精靈石（亞雀·普萊姆菲爾德）

2010年
- 魔法少女奈叶 A's 携带版：王牌空战（高町奈叶）

2011年
- 武裝神姬BATTEL MASTER（爱田）
- 鬼哭街（孔瑞麗）
- 魔法少女奈叶 A's 携带版：命运齿轮（高町奈叶、修缇露・萨・迪斯特拉库达）

2012年
- 鬼武者Soul（黃梅院、有馬露琪亞、筒井順慶、細川真之棗、果心居士、白峰美琴、雛）
- 我的妹妹哪有這麼可愛！攜帶版哪有可能繼續（來栖加奈子[55]）
- 光明之刃（密絲媞）
- 偵探歌劇 少女福爾摩斯2（遠山咲[56]）

2013年
- 英雄傳說 閃之軌跡（Misty／薇塔·克洛提德）
- 我的妹妹哪有這麼可愛。HappyenD（來栖加奈子）
- 女友伴身邊（時谷小瑠璃[57]）
- 變態王子與不笑貓（筒隱筑紫[58]）
- 戀愛0公里 Portable（小澤芽瑠）

2014年
- Crossange 天使與龍的輪舞（Hilda）
- 英雄傳說 閃之軌跡II（薇塔·克洛提德）
- 碧藍幻想（罗）
- 戀愛0公里 V（小澤芽瑠）

2015年
- 女友伴身邊 與你度過的暑假（時谷小瑠璃）
- Nitro+ Blasterz -Heroines Infinite Duel-（瑞麗）
- 問答RPG 魔法使與黑貓維茲（維茲）[59]
- 白衣性愛情依存症 Nurse Love Addiction - PlayStation Vita-（武田朔夜）
- 粹（古手梨花）

2016年
- ISLAND（御原凜音）
- 少女前線（M4 SOPMOD II）
- 怪物彈珠（南丁格爾）
- 崩壞3rd（德麗莎·阿波卡利斯）
- 最終幻想世界（伊芙利塔）
- 奉（古手梨花／古手櫻花（梨花祖先、羽入之女））

2017年
- 最终幻想 纷争 Opera Omnia（克鲁鲁·梅尔·巴尔德希温）
- 陰陽師（數珠）
- Re:從零開始的異世界生活 -DEATH OR KISS-（普莉希拉·跋利耶爾[60]）
- 咲-Saki- 全國篇Plus（瑞原早璃[61]）
- 閃耀幻想曲（大宮勇）
- 聖火降魔錄 英雄雲集（瑞瓦伽倫）

2018年
- 刀劍神域一記憶重組（賽珂）
- 洛克人11 命運的齒輪！！（彈跳人）
- 白貓Tennis（蒼之王）

2019年
- 47 HEROINES（石蕗文[62]）
- Engage Princess〜睡著的公主與夢的魔法使〜（星神粉彩[63]）
- SNK 全明星（新手教學聲音[64]）
- 初音島4（芳乃櫻[65] / ちぇし[66]）
- 魔法紀錄 魔法少女小圓外傳（高町奈葉[67]）
- KILL la KILL The Game -異布-（針目縫[68]）
- 双生视界（依珂絲·基雷尼亞[69]）
- 東方Cannon Ball（蕾米莉亞·史卡蕾特[70]）
- 〈物語〉系列 Puc Puc（咎）
- 星海遊俠1 初次啟航R（貝爾希）

2020年
- 重裝戰姬（德洛莉絲）
- 原神（七七）
- Fate/Grand Order （卑彌呼）
- 魔法禁书目录 幻想收束（重福省帆）

2021年
- 催眠麥克風 -Alternative Rap Battle-（徒矢金糸雀）
- 怪物彈珠（歸蝶）
- 寶可夢大師（瑪俐）

2022年
- 深空之眼（海拉）
- 原神（納西妲）
- 无限之魂（高町奈葉）
- 卡片戰鬥先導者ZERO（格蕾德拉）
- 明日方舟（缪尔赛思）

2023年
- 守望傳說（克拉拉）
- 超偵探事件簿 霧雨謎宮（梅拉蜜＝戈特麥茵）
- 东方幻想Eclipse (八雲紫)

2024年
- 电锯甜心RePOP (朱丽叶・椋鸟)
- #空帕斯：陣地攻防戰（蜜莉普悠）

2025年
- 伊瑟（彼安汀）

### CD

#### 廣播劇CD
如廣播劇CD的發售日期跨越數年，角色名稱後將附有年份

1997年
- Macross・Generation（帕塞尔）

1998年
- 少年GanGan Comic CD Collection 15 地球的时间（跑）

2000年
- Voice Love Letter第４話「秘密」（貴水沙羅）
- 東京魔人學園退魔陣（遠野杏子）

2001年
- Never give up！（綠朝姬）
- 语音情书系列再夺超级稀有CD！（紺野翠）
- 銀河天使系列（蘭花·法蘭波瓦茲）（2001年－2004年）
- 超能奇兵 Sound Edition（由詫加奈美）
- 秋之回憶廣播劇CD「Bridge」（音羽香）

2002年
- Never give up!2（聖诚）
- 戏剧CD月光～月五郎～（楠瀨真紀）
- 大魔王爱丽丝（爱丽丝）
- 不要给我看月亮（三石小夏）
- 鸭王子（伊藤由美子）
- 成惠的世界（凯（萨满祭司））
- 空之境界 俯瞰風景（黑桐鮮花）
- Missing～通话故事～（木戶野亞紀）

2003年
- SNOW（日和川旭）
- 雨柳堂夢咄（紗也子）
- Newtype CD「低俗靈DAYDREAM」（椚眼）
- 羊的眼涙（蓮見圭）
- 魔界戰記（苗）
- Please teach!My Angel（鷹野由林）
- 樱花～雪月華～（出雲明日香）
- 銀女武神（莉莉亚）
- 秋櫻之空（楠若菜）
- decade～杉崎幸 10th Anniversary～泻湖引擎（等軍陣）

2004年
- 姐姐的立方体（鎌倉夢子）
- D.C.～达卡波～初音島放送局1～4（芳乃櫻，2004年－2005年）
- D.C.～达卡波～初音島廣播劇剧场（芳乃櫻）
- 藍蘭島漂流記（綾音，2004年－2005年）
- 鬼哭街廣播劇CD 反魂劍鬼（孔瑞麗(康·路易)）
- 日代GIRL（石川明）
- 少年美眉（黑川水面）
- R.O.D -THE CD-（西園春日、西園夏目、西園秋江、西園冬彦）
- 天正稍微　食券争奪道中記（玛丽艾塔）
- 神魂合体 话剧CD2巻（埃利斯·瓦伦丁）
- 魔法少女奈葉 Sound Stage（高町奈葉）

2005年
- 莫坦听CD（虹原茵可）
- 武器種族傳說 廣播劇CD第3卷（菲蘿〈菲雅滋芙‧愛可蘿里爾〉）
- 封魔少年焰&陣（等軍陣）
- 猫咪接吻（露西亚）
- 幻影天使（藤堂公）
- 暮蟬悲鳴時（古手梨花，2005年－2008年）
- 愛的木莓寮（水戶笑佳）
- 魔法少女奈葉A's Sound Stage（高町奈葉）

2006年
- Are you Alice?─Chack mate.（未練）
- Both Wings～白于黒的混合場所～（美希）
- 仰望半月的夜空～looking up at the half-moon～（秋庭里香）

2007年
- 偶像大師 XENOGLOSSIA廣播劇CD系列（水瀨伊織）
- 童話槍手小紅帽 廣播劇＆Sound Track系列 （小紅帽）
- 090环保于在一起。CD但是在一起Vol.1（川澄真琴）
- 「ZERO ZANY.」（螺子式）
- 「漫画女武神」5月號附錄廣播劇CD（吸血鬼）
- 聖特蕾西亚女學院系列「春夏秋冬」限定版附屬廣播劇CD（白木遥香）
- Category:Freaks（兔姫古）
- 阿佐月谷Zippy（服部桐子）
- 女友第五卷初版限定版附錄廣播劇CD（吉田美奈子）
- 魔法少女奈葉StrikerS Sound Stage（高町奈葉）
- Sketch Book～素描簿～廣播劇CD：Sketch Book Stories 〜前夜祭〜（栗原渚）
- 鶺鴒女神（草野）
- 潘朵拉之心（艾莉絲）
- 玫瑰x玛丽 吸血鬼的耳语（吸血鬼）

2008年
- Shining Force EXA 廣播劇CD（法克林）
- ×××HOLiC 原創廣播劇CD「努基的污点」（古手梨花）※隨單行本第13卷初回限定版出售
- 夺宝奇兵（日向梓）

2009年
- 水瓶戰記10週年紀念廣播劇（結城望）
- 飴色紅茶館歡談「pink princess」（早乙女愛華）
- 飴色紅茶館歡談「White engage」（早乙女愛華）
- 解featuring（古手梨花）
- S線上的黛娜（黛娜）
- 劇場版魔法少女奈葉門票附送廣播劇CD「Side-N」（高町奈葉）（Comic Market 76限定）
- 七人的桑德雷VOL.1 〜七人的桑德雷聚在一起之巻〜（岡本四葉）
- 七人的桑德雷VOL.2 〜七人的桑德雷VS扬德雷軍团〜}}（岡本四葉）
- 穿越宇宙的少女廣播劇CD vol.1 星尘☆钟声（獅子堂風音）
- 〜词汇量 3〜（古手梨花）
- 葵花（水色）
- 魔法少女奈葉Sound Stage M4 10thSP（高町奈葉）（女神雜誌2009年9月號附錄）

2010年
- 我的妹妹哪有這麼可愛！（來栖加奈子／梅露露（星野克拉拉））
- 織田信奈的野望（松平元康）
- 家族遊戲（今川陽良子）
- 異界幻想世紀∞（諾琪雅）
- Steins;Gate系列（阿萬音鈴羽）

2011年
- 幽靈什麼的我看不見！（鞍馬依）
- 這樣算是殭屍嗎？（優克莉伍德·海爾賽茲）

2012年
- 魔法少女奈叶 The MOVIE 2nd A's 廣播劇CD Side-T（高町奈葉）
- 魔法少女奈叶 The MOVIE 2nd A's 廣播劇CD Side-Y（高町奈葉）

2015年
- 魔法少女奈叶INNOCENT Sound Stage（高町奈葉、修缇露·斯达库斯）

2016年
- 魔法少女奈叶Reflection 廣播劇CD（高町奈葉）

#### 談話CD
- HONEY BEE 數羊晚安系列 Vol.6 「如果你不睡覺」

#### 朗讀CD
- Come across 〜DEARS朗讀物語〜系列
  - Vol.3 日本的傳說故事2 第五話「浦島太郎」、第六話「瓜子姬與天邪鬼」
  - Vol.6 日本的傳說故事4 第二話「鶴的報恩」、第四話「因幡之白兔」
  - 外傳 狐狸與獅子的物語 第二話「狐狸與狼」
- 考試會出！系列（西）
  - 考試會出！日本的歷史年表
  - 考試會出！世界的歷史年表（上卷、下卷）
  - 考試會出！世界的偉人物語
- DEARS十二星座物語（雙魚座）
  - Artemis Side
  - 外傳〜二四的物語〜「魚對陸地的憧憬」
  - 外傳〜25的物語〜
- DearS「日本的傳說故事」
  - 〜赤色〜 第五話「貓檀家」
  - 〜夢色〜 第十話「害羞的兔子」
- DearS「世界的故事」
  - 〜赤之本〜 第七話「鄉下的老鼠 城市的老鼠」
  - 〜夢之本〜 第十四話「願望之湖」

### 外語配音
- 城市大贏家 第1、第2季（卡蓮·帕米耶里）
- 倩女幽魂（小蝶）※影碟
- 小倩（小蝶）
- 食人魚3D（澤恩·佛列斯塔）
- 俏皮老爸天才娃（梅岡）
- 王牌巨猩（葳葳 [71]）
- 神經妙探 第8季（NHK版第7季）（安·瑪莉 #11「阿蒙與狗狗」）
- 校園嬌娃（布蘭妮）

### 廣播節目
- 我們會飛！（1997年－1998年，東海廣播）
- Anime Paradise（1997年－？，PCM CLUB1）
- SOMETHING DREAMS マルチメディアカウントダウン（1998年－2002年，文化放送）
- 東京魔人學園（1999年－2000年，TBS廣播）
- （2000年，BBQR）
- Kanon 〜The snow talks memories〜（2000年，文化放送）
- 田村由香里的音樂妖精（2000年－2001年、BSQR489）
- （2001年－2002年，キャラアニnetTV）
- 田村由香里的如果成為天使（2001年，文化放送、BSQR489）
- 月曜日Part1（2001年－2002年，MBS廣播）
- 田村由香里的心的嘆息（2002年 - 2003年，關西廣播）
- （2002年，大阪放送）
- （2002年－2003年，大阪放送）
- 田村由香里的惡作劇黑兔子（2003年－2016年，文化放送）
- 田村由香里的黑兔子小房間（2003年－2007年，db-FM）
- 天使LOVE（2003年－2005年、大阪廣播）
- D.C. 初音島放送局（2004年－2005年，大阪廣播）
- （2005年，Lantis web radio）
- 佳奈、由衣、由香里的女生愛女生廣播（2005年－2006年，BEAT☆Net Radio!）
- 喫茶 黑兔子～秘密的小房間～（2007年－2016年，Oh!sama TV）
- 无线电双天使 聖夏琳学院校内放送午饭『天使时间』（2008年，音泉）
- 田村由香里的Say!You Young（2010年、2011年、2017年，超!A&G+）
- 偵探歌劇 少女福爾摩斯特別節目 G4特別搜查會議（2010年，HiBiKi Radio Station）
- 放送天使雙胞胎R（2011年－2012年，音泉）
- 由香里☆頻道（2012年－、NICONICO直播）不定期
- 田村由香里的少女心♡症候群（2017年－，文化放送）

### 廣播連續劇
- 青春冒險 穿越時空系列（NHK-FM） - 麓麗役
  - 「穿越時空明治維新」（2004年1月）
  - 「穿越時空源平合戰」（2005年1月）
  - 「穿越時空戰國時代」（2006年1月）
  - 「穿越時空川中島」（2007年1月）
  - 「穿越時空大坂之陣」（2011年1月）
- （赤月苺 / 小紅帽）

### 數位漫畫
- VOMIC 李洛克的青春全力忍傳（天天）
- VOMIC MOMO（桃桃）
- TERRACE HORSE THE COMIC（2019年，樹部名愛露）[72]

### 旁白、廣告
- Animax節目預告廣播、各種告知旁白
- Animax版「POKKA 100檸檬」（廣告旁白、廣告角色 檸檬人的聲音）
- Anitere Presents Anison+（東京電視台，2009年10月份旁白）
- （電視旁白）
- 超級戰隊對決Dice-O DX 第5彈（廣告旁白、娜比的聲音）
- SKY PerfecTV!2016 SKY PerfecTV!J聯盟開幕特別影片【福岡黃蜂篇】
- 木更津女子應援記（PV旁白[73]）
- Sound Horizon 5th story CD「Roman」（2006年，#1、2、4、6、8、10旁白）

### 電視節目
- 多數決廣播劇「奇諾之旅 -the Beautiful World- 廢墟之國」（2016年，NICONICO直播）飾演 賽拉[74]

### 柏青哥
- 快盜天使雙胞胎（水無月遙／紅天使）
- 快盜天使雙胞胎2（水無月遙／紅天使）
- CR銀河天使（蘭花·法蘭波瓦茲）
- CR戰國乙女（織田信長）
- 魔法少女奈叶A's The Pachinko（高町奈叶）

### 天象儀
- 旁白「百武彗星」
- 巡星之歌〜天之川的星座們〜（ポウセ）

### 教育用視頻
- 在萤火虫跳舞的小镇（1998年，寺內奈緒子）

### 應用程式
- PC應用程式 Quick偶像（THCH Win）（鈴本美奈）
- PC應用程式 數位吉祥物（伴步美）

### 其他
- 「朱羅姬」夏爾·魯茲曼的廣告用聲音
- 心跳MailBoxVol.4（伊集院芽衣）
- DownloadVoice（天百合姬歌）

## 音樂

### 單曲
- ※：寶麗金發行單曲，官方網站現歸類為角色歌曲類別

|    | 發售日期       | 唱片標題                                         | 產品編號                                 | 發行公司     |
| -- | -------------- | ------------------------------------------------ | ---------------------------------------- | ------------ |
| ※  | 1997年3月26日  | 给我勇气                                         | PODX-1022                                | Polydor      |
| ※  | 1997年6月4日   | 闪耀的季節                                       | PODX-1025                                | Polydor      |
| ※  | 1998年12月2日  | 重生〜女神轮回〜                                 | PODX-1041                                | Polydor      |
| ※  | 1999年1月6日   | 我可以说                                         | PODX-1042                                | Polydor      |
| 1  | 2001年5月23日  | summer melody                                    | KMCM-12                                  | 小浪         |
| 2  | 2002年4月24日  | Love parade                                      | KMCM-17                                  | 小浪         |
| 3  | 2002年8月7日   | Baby's Breath                                    | KMCM-19                                  | 小浪         |
| 4  | 2003年5月21日  | Lovely Magic                                     | KMCM-22                                  | 小浪         |
| 5  | 2003年9月3日   | 赶上不眠之夜                                     | KMCM-30                                  | 小浪         |
| 6  | 2004年5月26日  | 夢見月亮的爱丽丝                                 | KMCM-31                                  | 小浪         |
| 7  | 2004年10月21日 | Little Wish ～lyrical step～                     | KMCM-40                                  | 小浪         |
| 8  | 2005年5月25日  | 恋爱中的女孩                                     | GBCM-1                                   | 小浪         |
| 9  | 2005年10月26日 | Spiritual Garden                                 | GBCM-7                                   | 小浪         |
| 10 | 2006年8月2日   | 童話迷宮                                         | GBCM-13                                  | 小浪         |
| 11 | 2006年12月20日 | Princess Rose                                    | GBCM-15                                  | 小浪         |
| 12 | 2007年5月9日   |                                                  | KICM-1210                                | King Records |
| 13 | 2007年8月1日   | Beautiful Amulet                                 | KICM-1212                                | King Records |
| 14 | 2008年8月27日  |                                                  | 初回限定版：KICM-91247 普通版：KICM-1247 | King Records |
| 15 | 2008年12月17日 | Tomorrow                                         | 初回限定版：KICM-91259 普通版：KICM-1259 | King Records |
| 16 | 2009年12月16日 | You & Me（田村由香里 featuring 有 from m.o.v.e） | KICM-1297                                | King Records |
| 17 | 2010年1月27日  | My wish My love                                  | KICM-1300                                | King Records |
| 18 | 2010年4月28日  | Tell Me A to Z                                   | KICM-1305                                | King Records |
| 19 | 2011年1月26日  | Platinum Lover's Day                             | KICM-1330                                | King Records |
| 20 | 2011年10月12日 | Endless Story                                    | KICM-1357                                | King Records |
| 21 | 2012年8月15日  | 微笑的羽毛                                       | KICM-1404                                | King Records |
| 22 | 2013年2月6日   | Wonder tale                                      | KICM-1435                                | King Records |
| 23 | 2013年4月17日  | Fantastic future                                 | KICM-1441                                | King Records |
| 24 | 2014年2月5日   | 偷偷看着我                                       | KICM-1494                                | King Records |
| 25 | 2014年12月24日 |                                                  | KICM-1563                                | King Records |
| 26 | 2015年4月1日   | 我不能说我喜欢                                   | KICM-1583                                | King Records |
| 27 | 2018年2月21日  | 爱来自天使的钟声                                 | CNRA-0003                                |              |
| 28 | 2018年8月15日  | 永恒之一                                         | CNRA-0005                                |              |

演唱會現場限定單曲
|   | 發售日期      | 唱片標題                               | 產品編號   | 發行公司     |
| - | ------------- | -------------------------------------- | ---------- | ------------ |
| 1 | 2008年3月28日 | 我的宝贝                               | NMAX-70001 | King Records |
| 2 | 2009年2月14日 | †Princess Metausa～黑由香里王国弥撒～† | NMAX-70002 | King Records |
| 3 | 2010年4月15日 | 美乐～翁多～Festival of Kingdom～      | NMAX-70003 | King Records |
| 4 | 2013年9月16日 | 初恋(神楽坂由香的名字)                 | NKZC-5〜6  | King Records |

### 專輯
|    | 發售日期       | 唱片標題               | 產品編號                                                                   | 發行公司     |
| -- | -------------- | ---------------------- | -------------------------------------------------------------------------- | ------------ |
| 1  | 2001年7月4日   | 他眼中的天使           | KMCA-113                                                                   | 小浪         |
| 2  | 2002年9月25日  | 开花的月夜和爱的日子   | KMCA-175                                                                   | 小浪         |
| 3  | 2003年11月6日  | 在蓝天中摇曳的蜜月船   | KMCA-191                                                                   | 小浪         |
| 4  | 2005年3月2日   | 琥珀的詩、一平         | KMCA-200                                                                   | 小浪         |
| 5  | 2006年4月19日  | 銀的旋律、記憶的水声   | GBCA-4                                                                     | 小浪         |
| 6  | 2008年2月27日  | 十六夜之月、金絲雀之恋 | 【初回限定版】KICS-91358 【通常版】KICM-1358                               | King Records |
| 7  | 2009年2月4日   | 向日葵花冠             | 【初回限定版】KICS-91427 【通常版】KICM-1427                               | King Records |
| 8  | 2010年9月8日   | 柚子雨                 | 【初回限定版】KICS-91603 【通常版】KICM-1603                               | King Records |
| 9  | 2011年12月21日 | 春待智马戏团           | 【初回限定版】KICS-91732 【通常版】KICM-1732                               | King Records |
| 10 | 2013年11月20日 | 螺旋形果实             | 【初回限定版】KICS-91969（CD+BD） KICS-91970（CD+DVD） 【通常版】KICS-1969 | King Records |

迷你專輯
|   | 發售日期      | 唱片標題             | 產品編號  | 發行公司 |
| - | ------------- | -------------------- | --------- | -------- |
| 1 | 1997年9月26日 | WHAT'S NEW PUSSYCAT? | POCX-1080 | Polydor  |

精選收藏集
|   | 發售日期     | 唱片標題     | 產品編號 | 發行公司 |
| - | ------------ | ------------ | -------- | -------- |
| 1 | 2003年3月5日 | True Romance | KMCA-185 | 小浪     |

精選專輯
|   | 發售日期       | 唱片標題                     | 產品編號                                     | 發行公司     |
| - | -------------- | ---------------------------- | -------------------------------------------- | ------------ |
| 1 | 2007年3月28日  | Sincerely Dears...（CD+DVD） | GBZC-1.2                                     | 小浪         |
| 2 | 2012年10月17日 | Everlasting Gift             | 【初回限定版】KICS-91824 【通常盤】KICS-1824 | King Records |

### 角色單曲
- 给我勇气（1997年3月26日，Polydor）
- 闪耀的季節（1997年6月4日，Polydor）
- 重生～女神轮回～（1998年12月2日，Polydor）
- 我可以说（1999年1月6日，Polydor，青山剛昌短篇集片尾主題曲）
- 恩格尔 恰恰（2002年7月3日，Lantis）
- 日本动漫影视「D.C.〜达卡波〜」人声选择Vol.2 吉野樱花迷你专辑（2004年12月1日，Lantis）
- 「STEINS;GATE」音响系列 ☆实验人员编号008☆阿万音鈴羽（2010年11月24日，Media Factory）

### DVD
|    | 發售日期       | 唱片標題                                               | 產品編號      | 發行公司     |
| -- | -------------- | ------------------------------------------------------ | ------------- | ------------ |
| 1  | 2002年10月23日 | sweet chick girl                                       | KMBA-4        | 小浪         |
| 2  | 2004年4月7日   | Peachy Cherry Pie                                      | KMBA-6        | 小浪         |
| 3  | 2004年12月8日  | 田村由香里 萨马来布☆*Sugar Time Trip*                  | KMBA-7〜8     | 小浪         |
| 4  | 2006年3月8日   | 田村由香里*Cutie♥Cutie Concert* 2005                   | GBBA-8〜9     | 小浪         |
| 5  | 2007年12月24日 | 田村由香里 Live 2006-2007 *Pinkle Twinkle ☆ Milky Way* | KIBM-154〜156 | King Records |
| 6  | 2008年7月23日  | 田村由香里 Love♥Live *Chelsea Girl*                    | KIBM-173〜174 | King Records |
| 7  | 2009年6月24日  | 田村由香里 Love♥Live *Dreamy Maple Crown*              | KIBM-215〜216 | King Records |
| 8  | 2010年6月16日  | 田村由香里 Love♥Live *Princess à la mode*              | KIBM-243〜245 | King Records |
| 9  | 2011年8月24日  | 田村由香里 Love♥Live *Mary Rose*&*STARRY☆CANDY☆STRIPE* | KIBM-284〜287 | King Records |
| 10 | 2012年6月27日  | 田村由香里 Love♥Live *I Love Rabbit*                   | KIBM-321      | King Records |
| 11 | 2013年5月29日  | 田村由香里 Love♥Live *Fall in Love*                    | KIBM-358〜360 | King Records |

### Blu-ray
|   | 發售日期      | 唱片標題                                               | 產品編號    | 發行公司     |
| - | ------------- | ------------------------------------------------------ | ----------- | ------------ |
| 1 | 2009年6月24日 | 田村由香里 Love♥Live *Dreamy Maple Crown*              | KIXM-9      | King Records |
| 2 | 2010年6月16日 | 田村由香里 Love♥Live *Princess à la mode*              | KIXM-18〜19 | King Records |
| 3 | 2011年8月24日 | 田村由香里 Love♥Live *Mary Rose*&*STARRY☆CANDY☆STRIPE* | KIXM-29〜31 | King Records |
| 4 | 2012年6月27日 | 田村由香里 Love♥Live *I Love Rabbit*                   | KIXM-58     | King Records |
| 5 | 2013年5月29日 | 田村由香里 Love♥Live *Fall in Love*                    | KIXM-90〜91 | King Records |

### 參與活動
| 活動日期       | 活動名稱                                           | 活動場館       |
| -------------- | -------------------------------------------------- | -------------- |
| 2002年10月27日 | Broccoli The Live〜克拉&安琪儿隊演唱会〜橫濱體育館 |                |
| 2004年5月30日  | BROCCOLI THE LIVE IV in 橫濱體育館                 |                |
| 2008年8月30日  | Animelo Summer Live 2008 -Challenge-               | 埼玉超級競技場 |
| 2009年8月23日  | Anime Summer Live 2009 -RE:BRIDGE-                 | 埼玉超級競技場 |
| 2010年8月29日  | Anime Summer Live 2010 -evolution-                 | 埼玉超級競技場 |

## 其他
聲優雜誌專欄
- SEIGURA|配音员大奖赛「尤卡林的聊天茶点时间」 每月10日發售
- VOiCE Newtype「外出的由香里公主」 單數月10日發售
- 游戏「咖啡厅 黒兔子的業務日誌」 每月30日發售

寫真集
- 「天蓝色」（素罗，2007年10月10日，小浪，ISBN 978-4861558382）
- 「由香苹果」（2011年2月24日，学研出版社）

## 外部連結
- （日語）田村由香里官方網站 （页面存档备份，存于），也是歌迷會網站
- （日語）田村由香里的X（前Twitter）
- （日語）田村由香里於經紀公司網站的介紹頁 （页面存档备份，存于）
- （日語）田村由香里於唱片公司網站的介紹頁 （页面存档备份，存于）
- （日語）田村由香里主持的線上廣播節目：「喫茶 黒うさぎ～秘密の小部屋～」的發布點 Oh!sama TV （页面存档备份，存于）